# ホイバッハ
ホイバッハ (ドイツ語: Heubach, ドイツ語発音: [ˈhɔ‿ybax] ( 音声ファイル)) は、ドイツ連邦共和国バーデン＝ヴュルテンベルク州シュトゥットガルト行政管区のオストアルプ郡に属す市である。オストヴュルテンベルク地方に位置し、シュトゥットガルト大都市圏周縁部に属す。

## 地理

### 位置
ホイバッハは、シュヴェービッシュ・グミュントとアーレンとの間、ローゼンシュタイン山（シュヴェービッシェ・アルプ）の麓のレムス川の谷に位置している。クロッツバッハ川が市内を南から北に流れている。

### 隣接する市町村
本市は、北はベービンゲン・アン・デア・レムスおよびメグリンゲン、東はエッシンゲン、南はバルトロメ、西はシュヴェービッシュ・グミュントと境を接している。

### 市の構成
ホイバッハ市は、かつて独立した町村であったラウテルンとホイバッハのほか、6つの小集落、農場、住宅群からなる。1970年までホイバッハ市は、ボイレン、ブーフを市区としていた。

### ブーフ地区
諸集落ブーフは、1356年10月6日に初めて文献に記録されている。15世紀になるまでブーフにはレヒベルク家、グミュント市民、グミュントの聖霊病院およびアウグスチノ会修道院、ヴェルヴァルト家、ホイバッハ聖ウルリヒ教会が地主および領主として現れた。1528年に村の領主は協定によりその権利を統一した。1519年に建設された礼拝堂はブーフのメインストリート建設のために犠牲となった。新しい礼拝堂が建設され、古い礼拝堂にあった1522年に製作された有翼祭壇が祀られた。村の生活は、きわめて活動的なブーフ・スポーツ・村落共同体を特徴としている。この団体はホイバッハ市と共同で1990年に多機能交流館「ブーヒャー・ドルフシェンケ」を建設した。

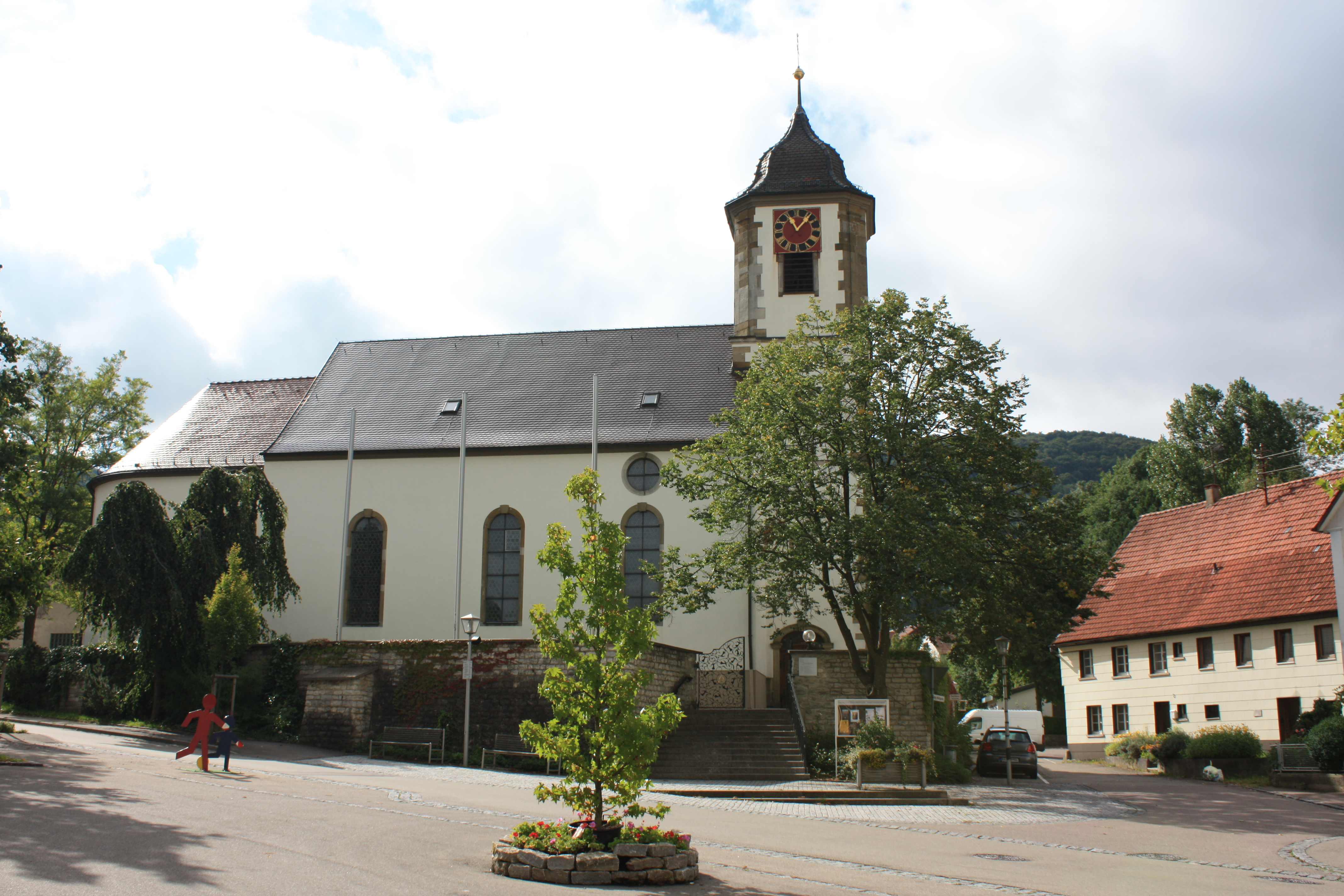
ラウテルンのマリア被昇天教会

### ラウテルン地区
ラウテルン地区は、オストアルプの山に切れ込んだ、集落名の由来にもなったラウター川沿いに位置している。ラウテルンは12軒の造園業者と種苗栽培園がある「ゲルテンドルフ」（「庭の村」）として知られている。1971年の市町村再編までラテルンは独立した町村であった。ラウテンルンには多くのクラブを含む大変に活発な村のコミュニティとカトリックの教会組織がある。その中でも特筆すべきなのが Jugend Initiative Lautern（JIL、青年が主導するラウテルン）である。ラウテルンは2012年に「我らの村には将来がある」コンテストで銀メダルを獲得した。「ラウテルン 650周年」の記念年となった1995年以降4年に1度、「ラウテルン 1900年」をモットーに歴史的な市場が開催され、毎回約2万人がこれに訪れる。

## 歴史

### 19世紀まで

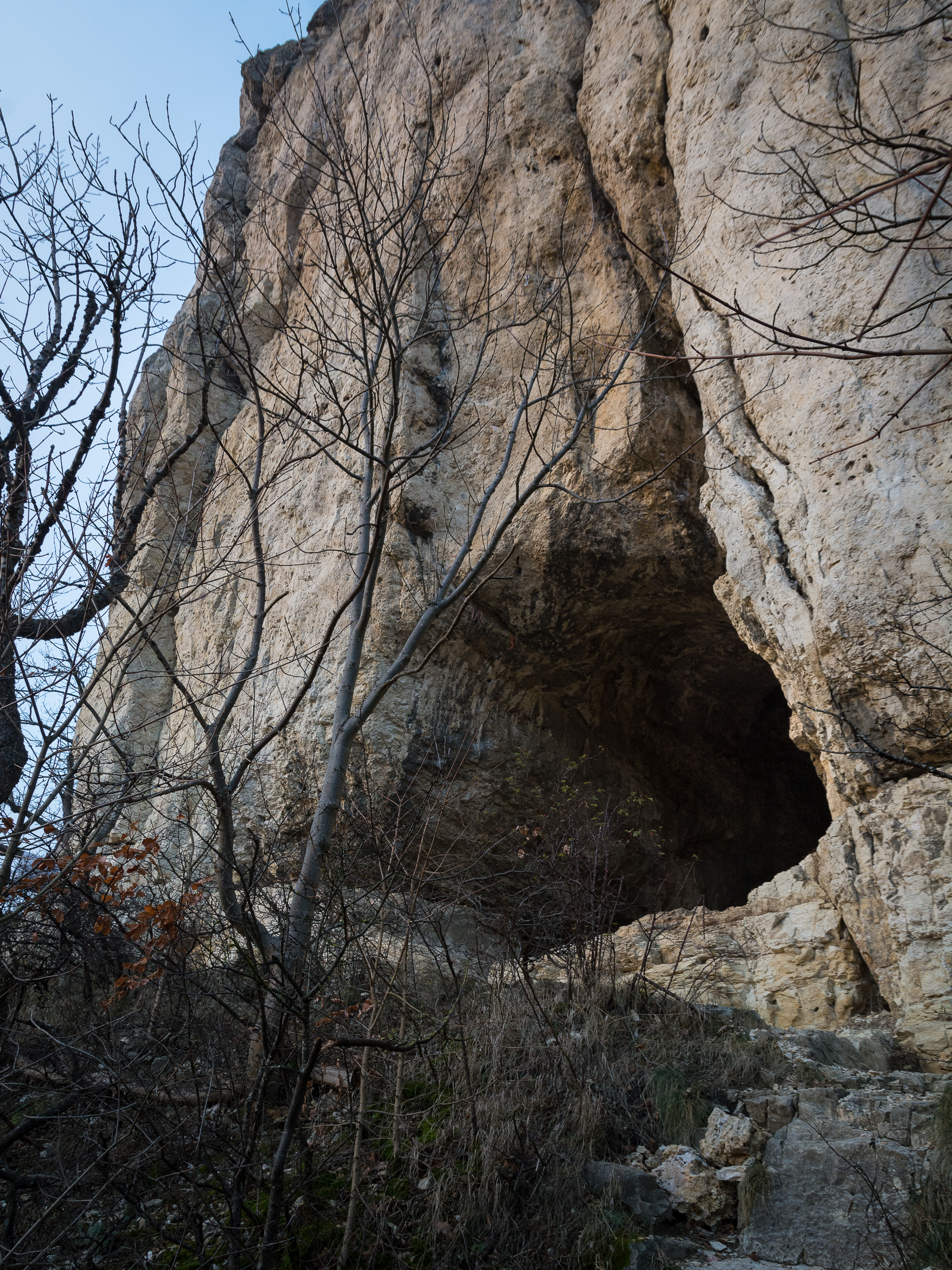
洞窟「クライネ・ショイアー」

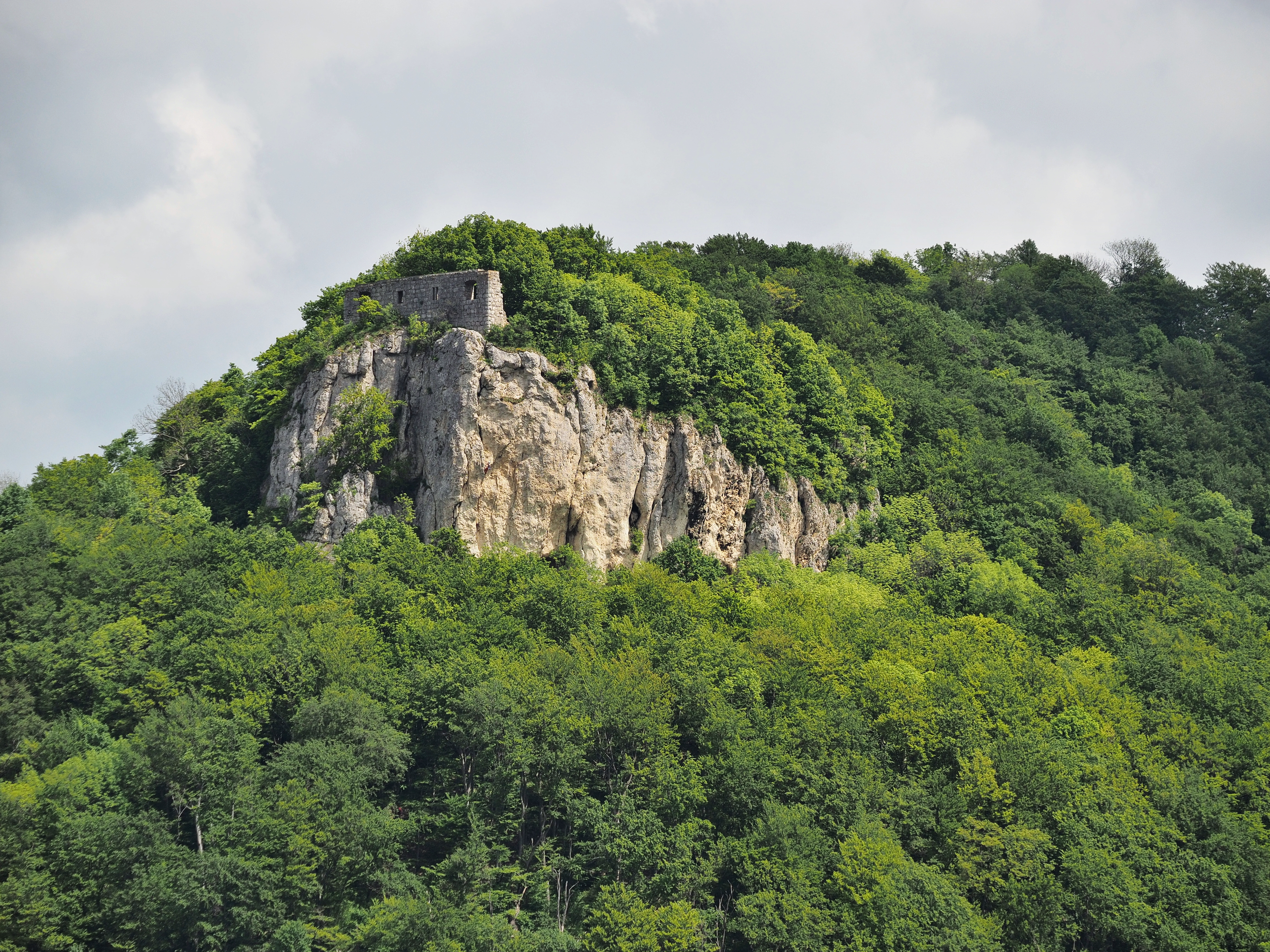
ローゼンシュタイン城趾

ホイバッハ市内の最も古い定住の痕跡は、紀元前13世紀末から紀元前12世紀初めのものである。洞窟「クライネ・ショイアー」で発見された骨製の鏃は14,000年前のものと判定された。これにより、ホイバッハはオストアルプ郡で最も古い証拠が遺る入植地である。
ローゼンシュタイン、ホーホベルクやミッテルベルクの陶製の出土品、環状土塁、墳丘墓は、紀元前800年から紀元前400年頃に定住した集団により集落が形成されていたことを示している。鉄器などのその他の出土品から、3世紀から5世紀にアレマン人たちがローゼンシュタインの環状土塁を避難するための城砦として再利用したものと推測される。ホイバッハ城の場所の宮殿やウルリヒ教会は700年頃に建設されたと推測されている。

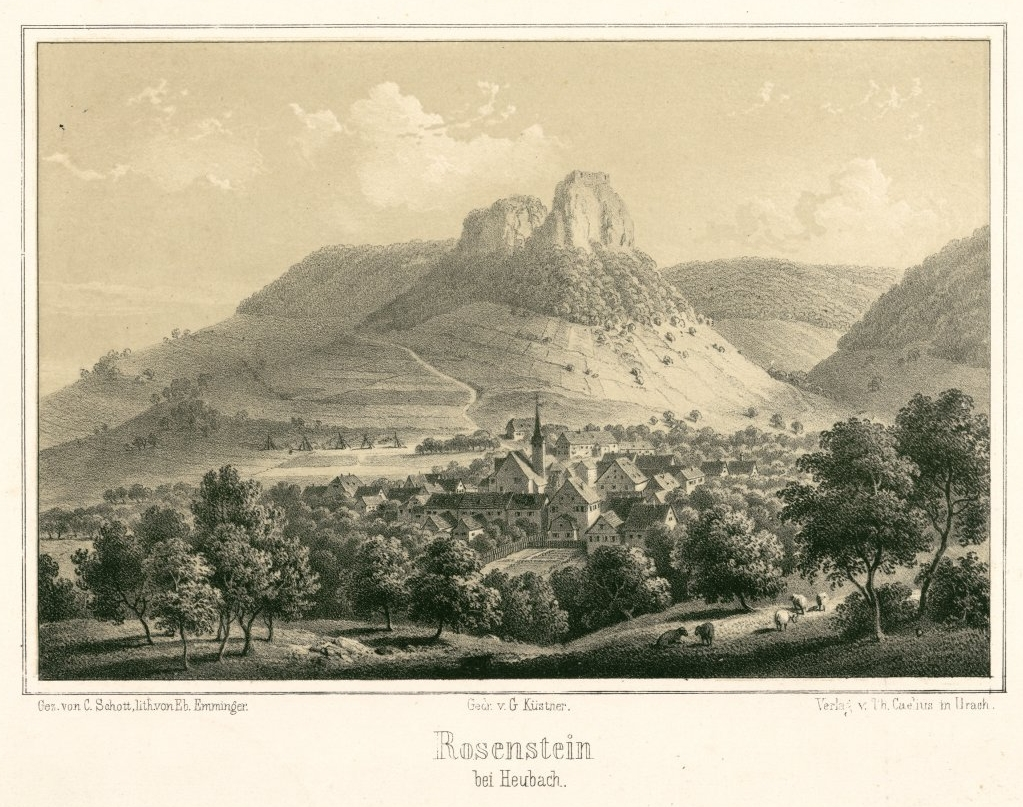
1860年頃のホイバッハとローゼンシュタイン

ホイバッハは、1234年に騎士 Hainricus de Hôbach とともに初めて文献に記録されている。ローゼンシュタインに城趾が遺るローゼンシュタイン城は1282年に初めて記録された。13世紀末にホイバッハとローゼンシュタインはエッティンゲン家の所領となったが、1358年頃に借金の担保としてヴュルテンベルク伯に質入れされた。ホイバッハは1334年から都市権を有していた。皇帝カール4世がヴュルテンベルク伯エーバーハルト2世 (ヴュルテンベルク伯)に勝利した後ホイバッハとローゼンシュタインは1360年にベーメン王国領となったが、1377年に再びヴュルテンベルク伯に質入れされ、1413年頃レーエンとしてヴェルヴァルト家が封ぜられた。ゲオルク・フォン・ヴェルヴァルトは1524年にローゼンシュタイン城砦を離れ、ホイバッハに城館を建設した。ヴュルテンベルク公ルートヴィヒは1579年にホイバッハとローゼンシュタインを買い戻し、ホイバッハをアムトシュタット（地方行政都市）に昇格させた。1581年に市庁舎が建設された。三十年戦争で人口は1割にまで減少したが、ヴュルテンベルク政府の尽力によってこの町は急速に復興し、人口が増加した。18世紀以後オーバーアムト・ホイバッハが成立したが、1807年4月25日にオーバーアムト・グミュントと合併した。

### 20世紀
1938年の自治体再編によって、ホイバッハを含むオーバーアムト・グミュントからシュヴェービッシュ・グミュント郡が形成された。1944年3月16日、ドイツ国防軍の第76駆逐航空団 (ZG 76) とアメリカ軍の爆撃部隊がホイバッハ周辺の上空で空中戦を行った。これにより、ドイツ軍の要撃機26機が撃墜され、10機が不時着した。また、アメリカ軍の B-17爆撃機1機がホイバッハとメグリンゲンとの間に墜落した。亡くなった乗組員はホイバッハの墓地に埋葬された。ホイバッハ市はシュヴェービッシェ・アルプの上り口にあたるドイツ防衛の重要地点であった。これが、軍による平和的降伏の拒否、SSによる散発的な武力的脅威をもたらし、ホイバッハが第二次世界大戦終戦直前の1945年4月23日から24日にかけての夜間にアメリカ軍による砲撃を受けた理由となった。1973年の郡の再編によりこの街は新たに創設されたオストアルプ郡に編入された。

### 市町村合併
地域再編に伴って、1971年1月1日にラウテルンが合併した。

## 住民

### 宗教
福音主義の聖ウルリヒ教会やローマ＝カトリックの聖ベルンハルト教会の他に、福音主義自由教会（バプテスト）、エホバの証人、トルコ・イスラム文化協会の Ulu-モスクがホイバッハやその周辺に存在している。

## 行政

### 首長
弁護士のフレデリック・ブリュッティングは7人の対立候補が立った2011年の選挙の第1回投票で、67.3 % の票を獲得して、死去した市長クラウス・マイアーの後継者に選出された。実際の任期は2012年1月1日からであった。

### 議会
ホイバッハ市議会は、議長を務める市長の他、23人の議員で構成される。市議会議員の任期は5年である。

### 紋章
図柄: 頂部は金地に黒いシカの角。主部は青地で、斜め十字に交差した金のホイリーヒャー（干し草用の鉤）。

### 行政共同体
ホイバッハは、バルトロメ、ベービンゲン・アン・デア・レムス、ホイヒリンゲン、メグリンゲンが属すローゼンシュタイン行政共同体の本部所在地である。ローゼンシュタイン行政共同体は、加盟自治体のために、たとえば税処理を含む予算編成・実績管理業務、出納・賃借業務を行い、さらに官報の出版も行っている。代表者はホイバッハの市長が務める。行政議会は加盟自治体の首長によって構成される。市町村議会は、議員の中から選出された代表者を共同体会議に送り出す。

### 姉妹都市
ホイバッハは、以下の都市と姉妹都市関係を結んでいる。
- ラクー（フランス語版、英語版）（フランス、ムルト＝エ＝モゼル県）1964年
- ヴァイトホーフェン・アン・デア・ターヤ（ドイツ語版、英語版）（オーストリア、ニーダーエスターライヒ州）1982年
- ラウシャ（ドイツ語版、英語版）（ドイツ、テューリンゲン州）1900年
- アンデランブカヌ（フランス語版、英語版）（マリ共和国、メナカ州）2008年

#### ラクー（フランス）
1963年に、ドイツの首相コンラート・アデナウアーとフランス大統領シャルル・ド・ゴールは仏独協力条約に署名した。同じ年にホイバッハとラクーとの最初の接触が、ロレーヌのナンシー近郊で行われた。1964年9月26日、祝祭イベントの際に、友好都市協定に署名がなされた。欧州評議会は、これを国際協調の特別な成果と讃えて、1976年に欧州評議会栄誉旗授与の栄誉で両都市を高く称賛した。数多くの交流と友好が両都市間でなされている。2014年に友好都市50周年がホイバッハで祝われた。

#### ヴァイトホーフェン・アン・デア・ターヤ（オーストリア）
故郷を逐われた同胞の仲介でホイバッハは1982年にオーストリアの都市ヴァイトホーフェン・アン・デア・ターヤと初めてコンタクトした。1982年5月15日に姉妹都市協定が調印された。

#### ラウシャ（ドイツ）
旧DDRのガラス吹きの街ラウシャとは福音主義教会組織が長年にわたって交流を続けており、1990年9月1日にホイバッハで3番目の姉妹都市となった。姉妹都市協定文書への署名は1990年10月3日、ドイツ再統一の日にラウシャで行われた。

#### アンデランブカヌ（マリ共和国）
アンデランブカヌ は、マリ南東部、ニジェールとの国境近くに位置する。人口は26,000人、面積は 9,000 km2 である。市議会は23議席からなり、議会は3か月ごとに開催される。アンデランブカヌには主にトゥアレグ人が住んでいる。労働者の多くは牧畜業（ロバ、ヤギ、ラクダ、ヒツジ、ウシ）に従事し、キビや豆類を栽培している。近くに池があることから魚の養殖も経済に一役買っている。職人は、銀、木材、鉄、動物の毛皮で製品を作っている。土壌、天候、地形などの自然環境はきわめて劣悪である。砂漠の前進が住民の生活基盤を危機にさらしている。国全体が雨に大きく依存している。なぜなら、栄養の基盤は自家の収穫によっているからである。その一方で、雨が続くと災害が起こる。ホイバッハのフランスの姉妹都市ラクーは早くも2000年に アンデランブカヌと交流を始めた。やがていくつかのプロジェクトが奨励され、実現されたものもあった。ホイバッハ市は、ライフアイゼン銀行ローゼンシュタインやオストアルプ郡立貯蓄銀行に アンデランブカヌのための寄附金口座を開設した。2015年の元日、市長の Aroudeiny Ag Hamatou は反対勢力の奇襲に遭って大怪我を負い、2日後にその怪我が原因で死亡した。ホイバッハはその姉妹都市とともに、平和のために戦った友人を追悼した。

## 文化と見所
ホイバッハは沿道に多くの見所が点在する広域遊歩道シュヴェービッシェ＝アルプ＝ノルトラント＝ヴェーク沿いに位置している。この他にヤーコプスヴェークもホイバッハ市内を通っている。

### 博物館
企業トリンプ・インターナショナルとズーザ＝ヴェルク GmbH は共同で、1974年にホイバッハ城内に郷土・コルセット博物館を設けた。これは、この種のものとしては現在ドイツで唯一の博物館である。
警察の派出所内に、警官の私的なコレクションからなる警察博物館がある。ここには1853年以降の地元の警察関係の品が展示されている。この博物館は申し込むことで開館する。

### 建築と見所

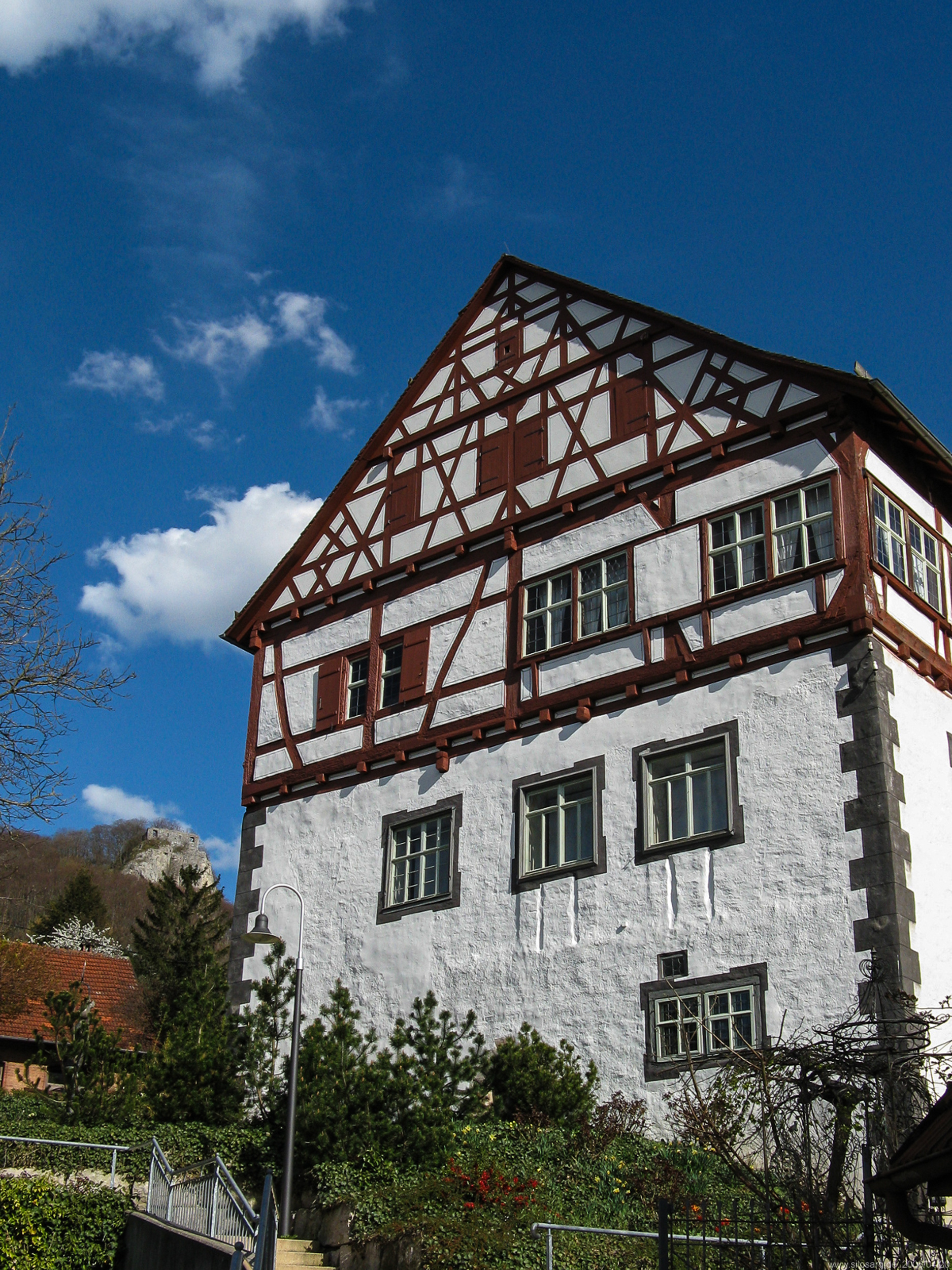
ホイバッハ城

多くの木組み建築のアンサンブルがホイバッハ中心街を形成している。見所は、1581年建造の市庁舎、1777年建造の市場の泉、1473年建造のブロック塔、かつては壁に囲まれていた教会中庭の楼門、1581年建造の福音主義市教会などである。市教会はかつて受難の物語が描かれたロマネスク様式のバシリカ教会であった。ヴェルヴァルト家の城館は1524年に建造され、1990年代に大規模な改修がなされた。芸術品を収蔵するこの城館は、建物自体はホイバッハで最も簡素な趣を持つ建物の一つである。この建物には市立博物館とホイバッハ郷土・コルセット博物館が入居している。2008年12月からホイバッハ城の騎士の間に古い教室が再現されている。
グラーゼンベルクには、高さ 142 m のホイバッハ送信塔がある。この塔にはテレビやラジオ放送を送信するためのアンテナの他に、展望用プラットホームも設けられているが、時々開放されているだけである。
また、アルブレヒト・プフィスターのステンドグラスをもつ福音主義の教団施設も見所である。

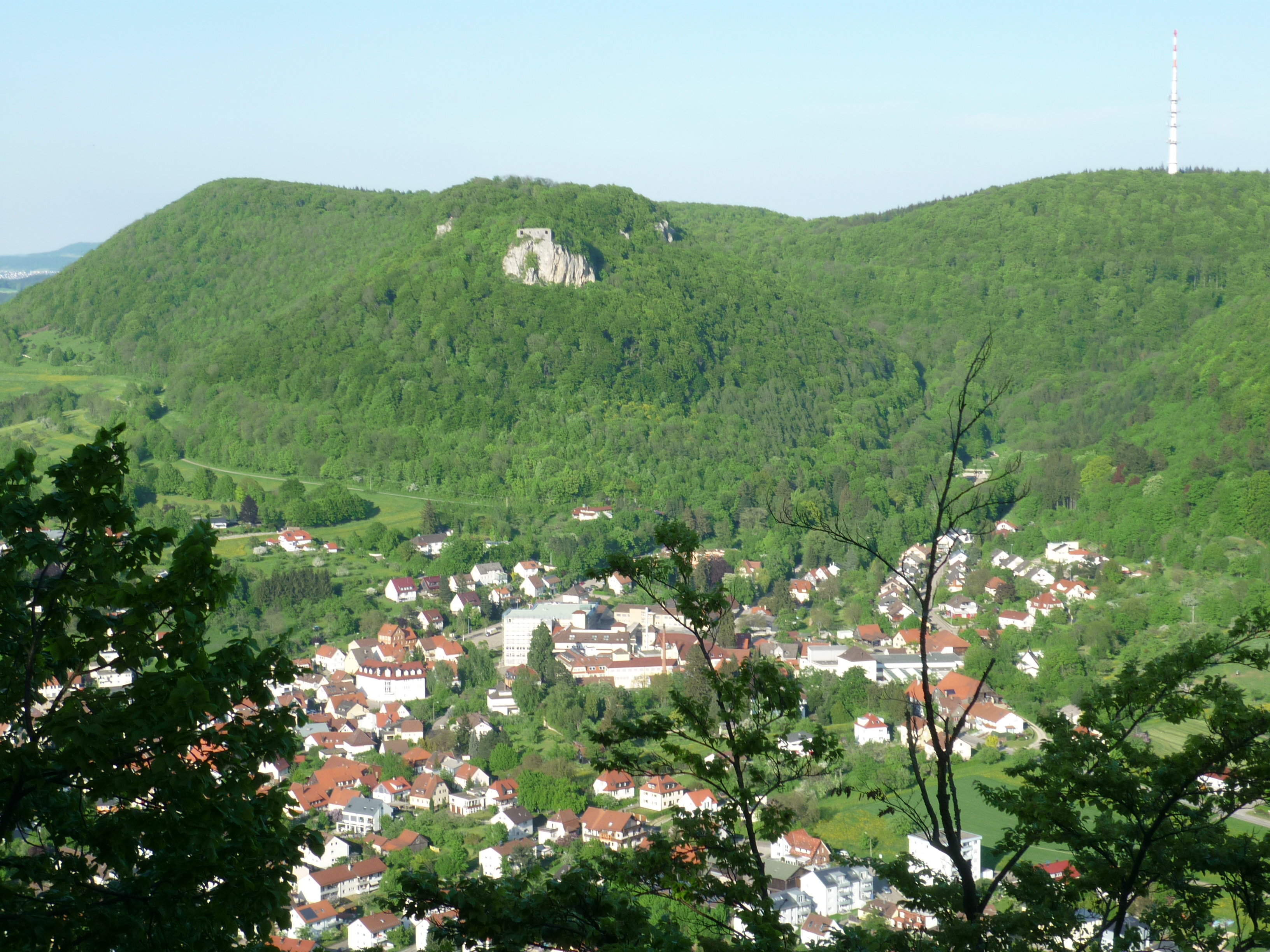
ローゼンシュタインとホイバッハ

#### ローゼンシュタイン
ホイバッハで際だっているのが、ローゼンシュタイン城趾と多くの洞窟があるローゼンシュタインである。

### 年中行事
1984年から毎年7月に、ローゼンシュタインの麓の祝祭広場「シュテルング」でフェスティバル「ウムゾンスト・ウント・ドラウセン」（ドイツ語: Umsonst und draußen、直訳すると「ただで、野外で」）が行われていた。これは多くのボランティアによって組織・運営されていた。サッカーグランドでは、テントに泊まることができた。始まってから25年後の2009年が最後の開催であった。2012年からは、これに替わって QLツアーラウムが「ニュー・ピッグ・フェスティバル」を「シュテルング」で開催している。このグループはこの他に、冬にユーゲルメッサー協会センターで「ウムゾンスト・ウント・ドリンネン」（ドイツ語: Umsonst und Drinnen、直訳すると「ただで、屋内で」）を組織している。
毎年開催されているホイバッハのマウンテンバイクフェスティバル「バイク・ザ・ロック」は、2001年にホビー＝マウンテンバイク＝レースとして始まった。その3年後にはすでに、ブンデスリーガの最も高いクラスである E1 レースとして開催されている。このイベントは年々盛んになり、2006年に国際バイク連盟 UCI からホース＝クラス＝ステータス (HC) を授与された。クロスカントリー部門では、ホビー・アマチュア部門のレースも引き続き行われている。2006年には「バイク・ザ・ロック」でトライアル競技も行われた。2011年からは「ヨーロッパ・トライアル・コンテスト」がこのフェスティバルの定番となり、いくつかの世界記録がギネスブックに掲載された。2007年にはダウンヒル・ホビーレースが開催された。2016年にはホビー選手のためのバイクマラソンが行われた。同じ年にはキッズ＝レースも始めて開催され、年齢階級別に子供広場で競技が行われた。
ホイバッハでは3年ごとに、6月または7月に伝統的な子供祭が行われる。2016年は7月2日に開催された。ホイバッハの児童たちはパレードに参加し、「シュテルング」からピオニーアヴェークと通って、グラーゼンベルクとハイデンブルレンとの間にある子供祭広場まで練り歩く。第1回の子供祭は1820年に「マイエンフェスト」という名称で開催された。
子供祭以外でも、夏にはホイバッハの子供たちにとってのピークがやってくる。この時期の2週間、「シュテルング」は遊びの街「キッズタウン」となる。ここで子供たちは、様々な職業を試すことができ、自分たちの議会や町長を選ぶことができる。選ばれた議会と町長は、子供たちとその付き添いの大人が守る「法律」を発布する。第1回のキッズタウンは1999年に開催された。
毎年夏にはホイバッハの「市祭」（旧「街道祭」）が開催され、夕方には花火が打ち上げられる。
「ヴァッサー＝ミット＝ゲシュマック＝フェスティバル」は毎年ホイバッハで開催される電子音楽のフェスティバルである。2013年に地元の青年会によって創始され、2015年には2200人の観客が訪れる南ドイツ最大級の電子音楽フェスティバルの一つにまで発展した。

## 経済と社会資本

### 交通
ホイバッハは、大きな交通路からやや離れているが、隣接するベービンゲン・アン・デア・レムスやメグリンゲンはレムス鉄道（1時間ごとにシュトゥットガルトやアーレンへの列車が発着する）や連邦道 B29号線に接続している。シュヴェービッシュ・グミュントからハイデンハイム・アン・デア・ブレンツへ至る道路がホイバッハを通っている。
1920年から1975年までホイバッハは、ホイバッハ鉄道でベービンゲン・アン・デア・レムスまで結ばれており、ここでレムス鉄道に接続していた。旅客営業は1972年10月1日、貨物営業も1975年に廃止された。
ホイバッハは、シュヴェービッシュ・グミュント市の市バス（シュタットブス・グミュント）によって公共旅客近郊交通に結ばれている。
市の北側にホイバッハ交通飛行場がある。

### 地元企業

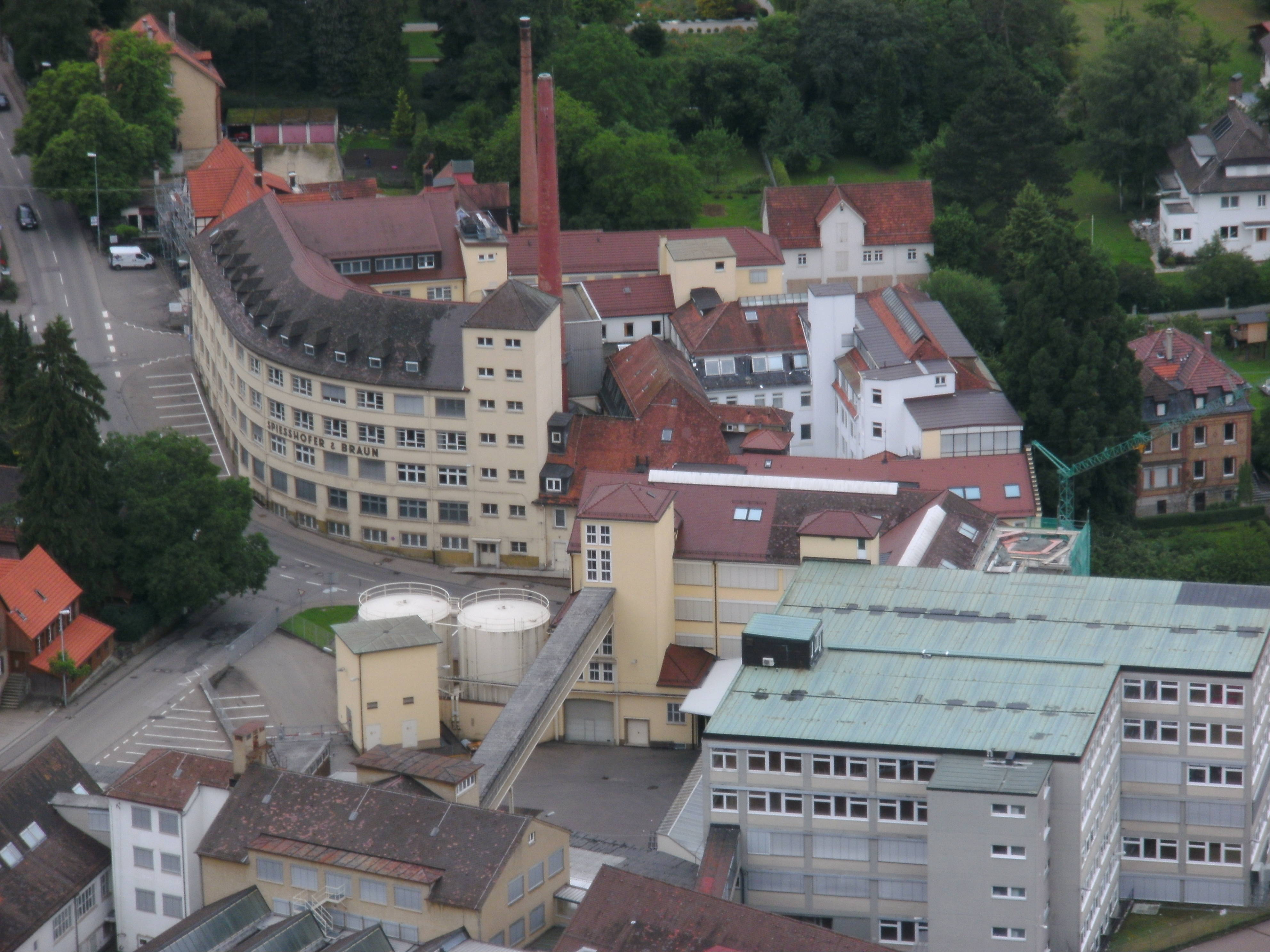
シュピースホーファー & ブラウン社屋

SUSA-フェアトリープス-GmbH + Co は、1859年3月1日にゴットフリート・シュナイダーによって開業された。ホイバッハ本社では、コルセット、女性用下着、水着が製造、販売されている。
トリンプ・インターナショナルは、ヨハン・ゴットフリート・シュピースホーファーとミヒャエル・ブラウンによって1886年にシュピースホーファー & ブラウンとして創業された。この女性用・男性用下着、レジャーウェア、部屋着のメーカーは世界的に活動しており、ホイバッハにも存在しているが、現在も家族経営のこの企業グループの中心はスイスにある。
ブルワリー「ヒルシュブラウエライ」の発展はホイバッハ市の歴史と密接に関係している。年譜上その成立が1600年頃まで遡ることが文献で証明されているこの「最古のブルワリー」は、1725年まではビールを醸造し、量り売りをしていた。この年の5月2日にシカの商標を用いた商標使用権が認められた。この頃ヤーコプ・ホルネッガー家がブルワリー・ツーム・ヒルシュの所有者となった。1874年にレオンハルト・ヨハン・マイヤーがこのホイバッハのブルワリーを獲得して、それ以後この一族の所有下にある。

### 教育
ホイバッハには専修課程を含む基礎課程・本課程学校のシラーシューレがあり、さらに実科学校、ローゼンシュタイン=ギムナジウム、養護学校のメーリケシューレがある。また、ラウテルン地区にはもう一つの基礎課程学校がある。ローマ＝カトリック教会が運営する幼稚園が3園、福音主義教会が運営する幼稚園が2園、市立幼稚園が1園ある。
ラウテルン地区のオストヴュルテンベルク手稿アーカイブは全国的に重要である。これはドイツ最大の私立文学アーカイブである。
この他に、ホイバッハに本部を置くローゼンシュタイン行政共同体の施設であるユーゲントムジークシューレ（青年音楽学校）がある。この学校は1974年に創立された。この学校で教育を受けた音楽家は、連邦および州レベルのコンクール「ユーゲント・ムジツィールト」で、すでに何度も成功を収めている。

### その他
演劇・コメディグループ「ディークライネ・ティールシャウ」は、学友のミヒャエル・ゲート、ミヒャエル・シュリーク、エルンスト・マンテルによって、1981年にホイバッハで創設された。
ホイバッハ市民のニックネームは「モントシュトゥプフラー」（月をつつく者）である。これはホイバッハ市の古い伝承に基づいている。昔、ホイバッハの人が夜にローゼンシュタインに上り、月を取ろうと長い棹を天に向かって突き出したというものである。かつてこの地域を治めたヴェルヴァルト家の紋章には赤地に白い半月が描かれていた。この家紋と「モントシュトゥプフラー」とは関係していると想像されるが、明らかではない。